# Židovský hřbitov v Hluboké nad Vltavou
Židovský hřbitov v Hluboké nad Vltavou je situován asi 600 m západě od centra města při břehu Munického rybníka, přímo proti čerpací stanici při silnici na Týn nad Vltavou. Je chráněn jako kulturní památka České republiky.

## Popis a historie
Hřbitov, jenž má dnes rozlohu 1275 m², byl založen kolem poloviny 17. století. Dochovalo se kolem 190 náhrobků barokního a klasicistního typu s nejstarším dochovaným datovaným rokem 1750. Pohřby se zde konaly do roku 1941, což je také datum na jednom z moderních náhrobků. Následujícího roku místní náboženská obec, založená v roce 1752, nacistickým vyvražděním zanikla.
Areál, který ohraničuje kamenná omítnutá zeď, je ve volně přístupný kovovou bránou. V roce 1993 byl díky Nadaci pro rozkvět kulturního dědictví rekonstruován.
.

## Galerie
- Areál s ohradní zdí
- Vstupní brána
- Novější náhrobky ve východní polovině areálu
- Náhrobek z roku 1941
- Detail náhrobku s pohárem
- Zakončení s hvězdou

- Panoramatický pohled severním směrem